# Генмей-Мару
Генмей-Мару — транспортне судно, яке під час Другої світової війни брало участь у операціях японських збройних сил на Тихому океані. 
Судно спорудили в 1917 році на верфі Mitsubishi Dockyard & Engineering Works у Нагасакі для компанії Nippon Yusen Kaisha. З 1923 по 1939 роки ним володіла Kinkai Yusen, після чого «Генмей-Мару» повернулось до Nippon Yusen Kaisha.
Восени 1942-го «Генмей-Мару» задіяли у постачанні Рабаула – головної передової бази у архіпелазі Бісмарка, з якої провадились японські операції на Соломонових островах та сході Нової Гвінеї. 11 листопада 1942-го судно вийшло з японського порту Моджи у складі конвою «А» (перший у багатомісячній 8-й транспортній операції), що прибув до Рабаула 24 листопада. 3 березня 1943-го судно вийшло з іншого японського порту Саєкі у складі конвою «E2» (все та ж 8-ма операція), який досягнув Рабаула 16 березня.
Станом на початок червня 1943-го «Генмей-Мару» все ще перебувало у Рабаулі або знову прибуло сюди, а 3 – 11 сервня прослідувало в конвої з Рабаула до Палау (важливий транспортний хаб на заході Каролінських островів).
Станом на початок грудня 1943-го «Генмей-Мару» перебувало у Сурабаї (головна база на сході острвоа Ява), звідки 7 грудня 1943-го вийшло в конвої KAI-13 з Сурабаї до острова Тимор. У підсумку конвой прибув до Ділі, де вранці 15 грудня був виявлений та обстріляний групою австралійських літаків Beaufighter. Доповідь останніх про наявність в районі Тимору транспортів з військами підштовхнула командування продовжити повітряні атаки. Увечері 15 грудня 5 бомбардувальників B-25 з нідерландськими екіпажами атакували конвой та поцілили один з транспортів кількома бомбами. Судно затонуло і наступної доби було добите береговою артилерією. За однією з версій, це було «Генмей-Мару», за іншою – інший транспорт того ж конвою «Вакацу-Мару». 17 грудня під час чергової атаки Beaufighter білі північно-східного узбережжя Тимору був потоплений і другий транспорт конвою («Вакацу-Мару» або «Генмей-Мару», в залежності від версії).